# Grote of Sint-Maartenskerk (Zaltbommel)

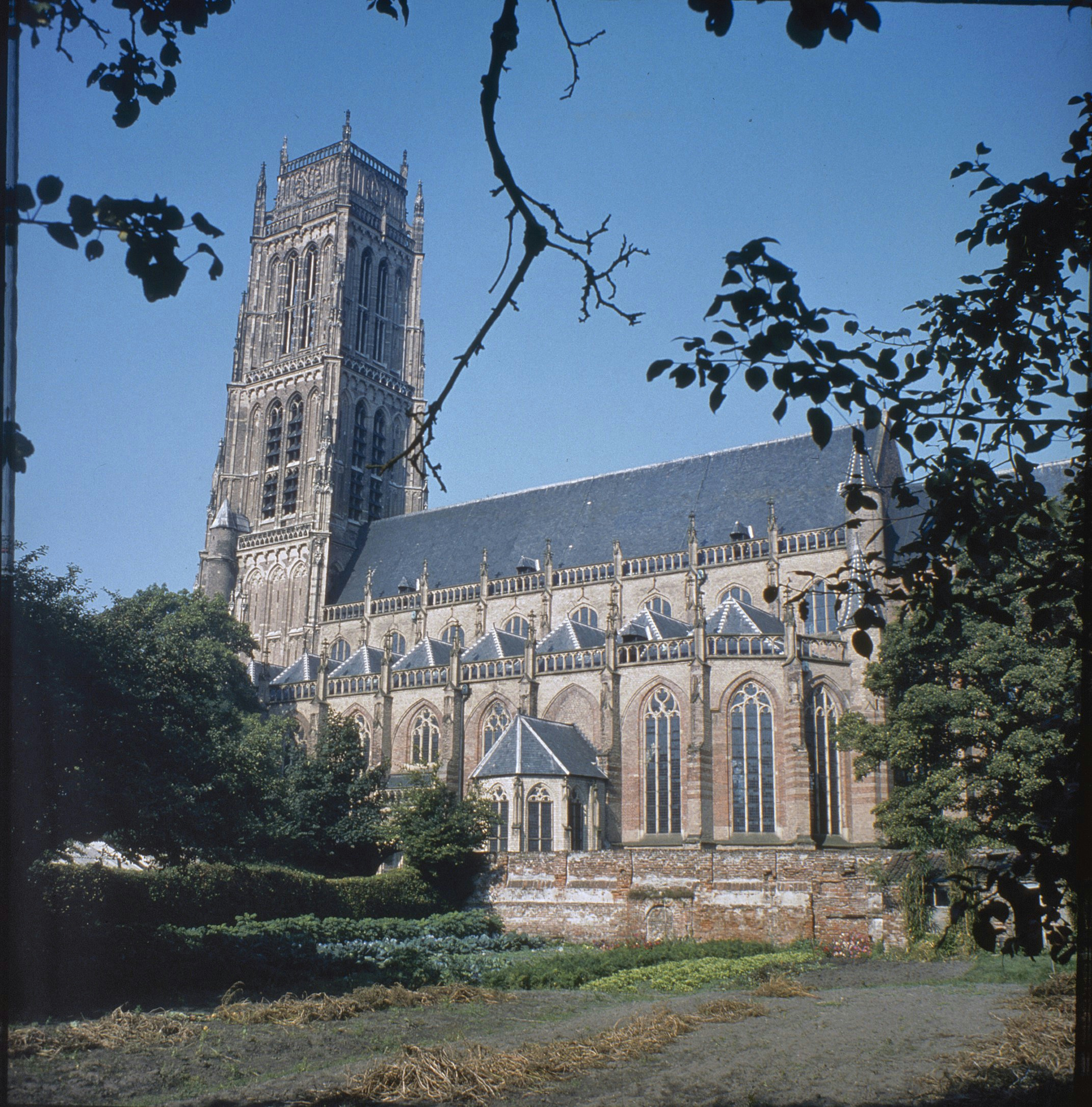
Sint-Maartenskerk (Zaltbommel)

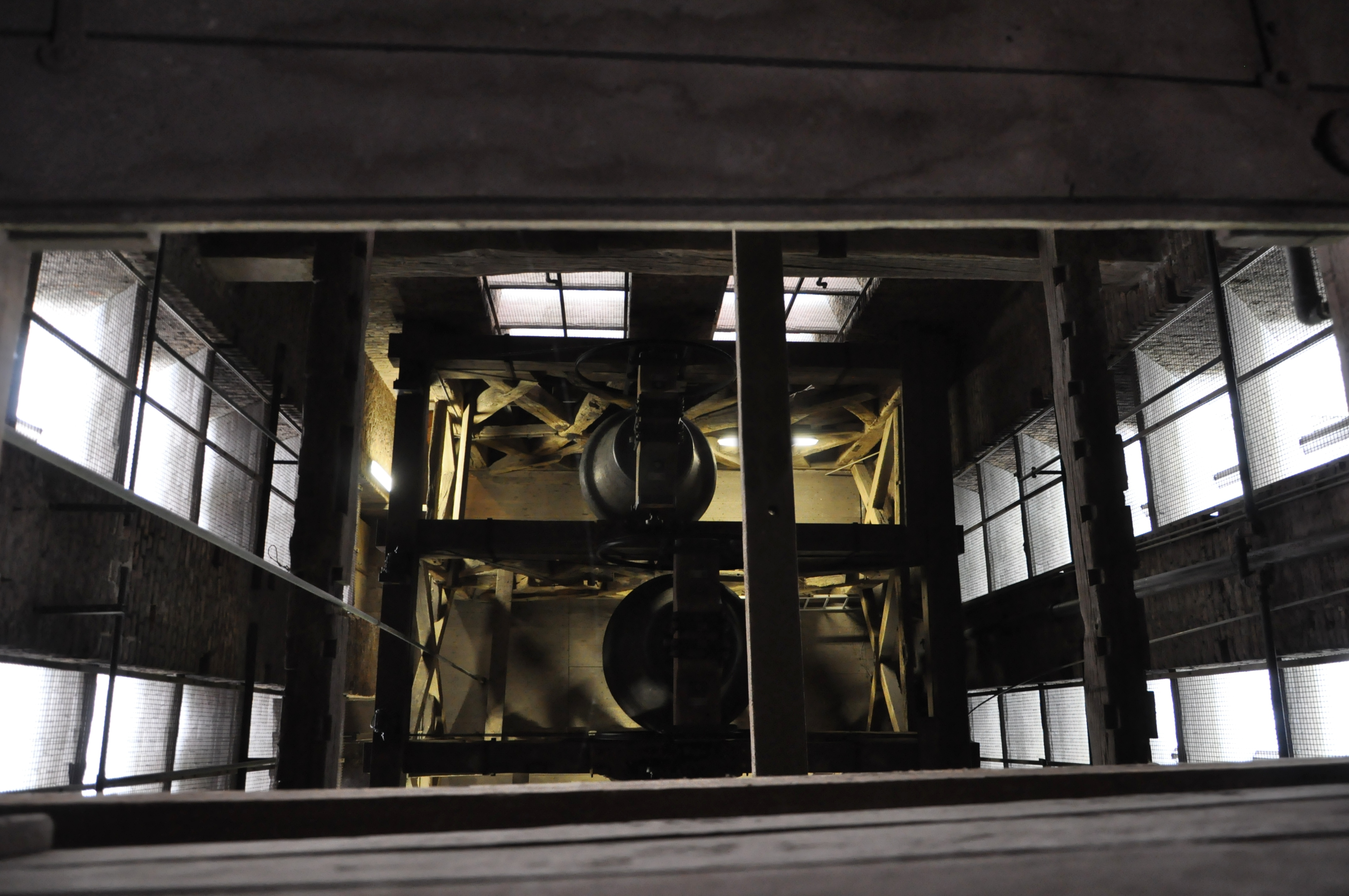
Die schwingenden Glocken von oben gesehen

Die Orgel der St. Maartenskerk in Zaltbommel

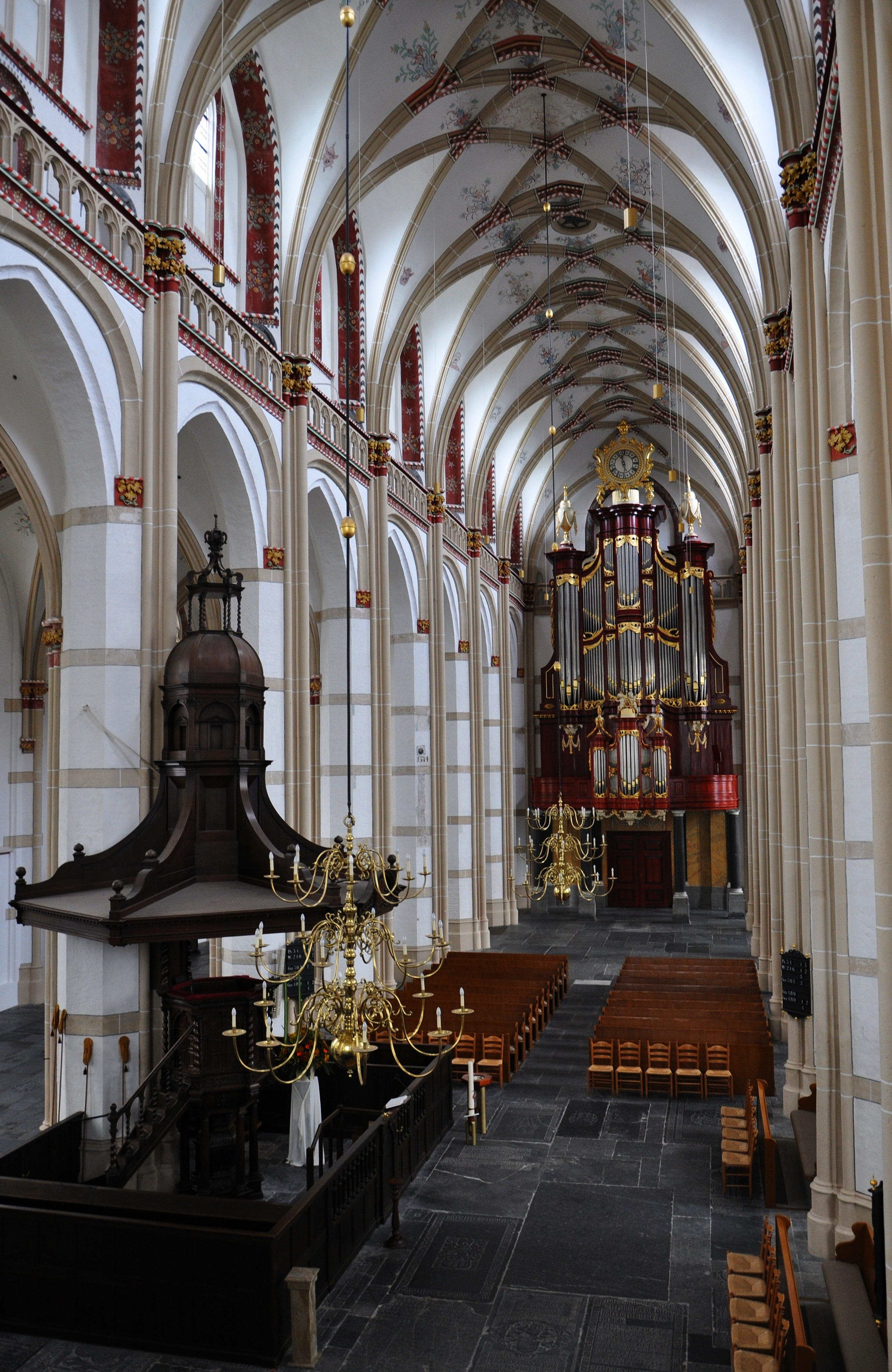
Der Innenraum

Die Martinskirche (niederländisch Grote of Sint-Maartenskerk – „Große oder Sankt-Martins-Kirche“) in Zaltbommel in der niederländischen Provinz Gelderland ist eine große Basilika mit einem dreischiffigen Langhaus und einem einschiffigen Chor und gilt als eines der wichtigsten Beispiele der niederrheinischen Gotik. Heute ist sie eine Kirche der Protestantischen Kirche in den Niederlanden (PKN).

## Geschichte
Die Kirche hatte einen Vorgängerbau aus dem 11. Jahrhundert. Der Bau der ersten Kirche wurde von Bischof Bernold oder Bernulphus begonnen, der an dieser Stelle eine romanische kreuzförmige Kirche errichtete. Ausgrabungen in den Jahren 1981 und 1984 bewiesen die Existenz dieser Kirche, als Fundamentreste unter dem Fußboden gefunden wurden. 1303 wurde das Gebäude (mit dem neuen, noch bestehenden Chor) zur Stiftskirche mit zehn Chorherren erhoben. Der bestehende Chor und der sogenannte Schweineturm sind die einzigen Überreste dieser Kirche. 
Der älteste Teil der heutigen Kirche ist der Chor aus dem 14. Jahrhundert, der seinerzeit zur Erweiterung des Vorgängerbauwerks der heutigen Kirche gebaut wurde. Der Altarraum ist niedriger als das Kirchenschiff und unterscheidet sich auch im Stil von der übrigen Kirche. Die heutige Basilika entstand ab etwa 1450 unter Gisbert Schairt und wurde um 1500 fertiggestellt. 1572 wurde Zaltbommel von den Wassergeusen eingenommen. Das Kapitel wurde zu dieser Zeit aufgelöst und die Martinskirche wurde ein reformiertes Kirchengebäude.

## Turm
Der Turm hatte eine 30 Meter hohe Spitze, so dass er insgesamt 100 Meter hoch war. Die Turmspitze brannte 1538 infolge eines Blitzschlags ab. Auch der bescheidenere Nachfolger wurde ein Opfer der Flammen. 1708 war der Unterbau eines neuen Turms fertig, aber die Arbeit wurde aufgegeben und nicht wieder aufgenommen. Bei einer Restaurierung im frühen 20. Jahrhundert wurde dieser Unterbau entfernt und der Turm erhielt sein heutiges Aussehen. Die ganze Kirche ist mit steinernen Gewölben geschlossen.

## Orgel

### Entstehungsgeschichte und allgemeine Beschreibung
Die Orgel wurde in den Jahren 1783–1786 von Andries Wolfferts gebaut. Er verwendete älteres Pfeifenwerk von Matthijs Verhofstadt. Bereits nach 10 Jahren wurde das Instrument durch Antonius Friedrich Gottlieb Heyneman umgebaut.
1860 arbeitete der Orgelbauer Naber an der Orgel. Eine neue Viola da Gamba wurde eingebaut. W. van Dijk aus Utrecht änderte 1905 die Disposition etwas, was aber ohne eine besonders auffällige Veränderung des Klanges blieb.
Am Ende des Zweiten Weltkrieges wurde die Orgel wegen der Drohungen der deutschen Besatzungsmacht, den Turm zu sprengen, abgebaut. Die Firma J. de Koff baute sie nach der Befreiung wieder auf und restaurierte sie. Das Pfeifenwerk wurde verkürzt, wodurch sich die Tonhöhe um fast einen Halbton erhöhte. Das Ziel, den Klang der Orgel heller zu machen, wurde aber nicht erreicht.
1982 begann der Orgelbauer Sebastian Friedrich Blank mit einer Restaurierung, um die Orgel wieder in ihren ursprünglichen Zustand zu versetzen. Berater bei der Restaurierung war Klaas Bolt. Die Hauptaktivitäten waren die Restaurierung der Windladen und die Rückführung der Pfeifen auf ihre ursprüngliche Länge. Im Jahr 1996 wurde eine weitere Überholung und Reparatur durch J. C. van Rossum durchgeführt. Die Orgel hat heute 39 Register auf drei Manualen und Pedal.

### Disposition
| I Hauptwerk C–f3 |     |
| Prestant         | 16′ |
| Octaaf           | 8′  |
| Bourdon          | 8′  |
| Octaaf           | 4′  |
| Fluyt            | 4′  |
| Quint            | 3′  |
| Octaaf           | 2′  |
| Flageolet        | 2′  |
| Mixtuur III–IV   |     |
| Cornet V D       |     |
| Sesquialter II D |     |
| Trompet B/D      | 16′ |
| Trompet B/D      | 8′  |
| Tremulant        |     |

| II Rückpositiv C–f3 |     |
| Bourdon             | 16′ |
| Prestant            | 8′  |
| Bourdon             | 8′  |
| Flautraver          | 8′  |
| Fluyt               | 4′  |
| Octaaf              | 2′  |
| Flageolet           | 1′  |
| Mixtuur III–IV B/D  |     |
| Cornet IV D         |     |
| Dulciaan            | 8′  |
| Tremulant           |     |

| III Oberwerk C–f3  |    |
| Prestant B/D       | 8′ |
| Holpijp            | 8′ |
| Gemshoorn          | 8′ |
| Viola di Gamba B/D | 8′ |
| Fluyt              | 4′ |
| Waldfluyt          | 2′ |
| Carillon III       |    |
| Fagot B/D          | 8′ |
| Vox Humana         | 8′ |
| Tremulant          |    |

| Pedal C–d1 |     |
| Subbas     | 16′ |
| Octaaf     | 8′  |
| Octaaf     | 4′  |
| Basuyn     | 16′ |
| Trompet    | 8′  |
| Clarino    | 4′  |